# اوریون (کمیک)
اوریون یا اورایِن (به انگلیسی: Orion) یک شخصیت خیالی ابرقهرمان در کتاب‌های کامیک آمریکایی منتشر شده توسط دی‌سی کامیکس است. این شخصیت توسط نویسنده/طراح جک کربی خلق شده‌است که برای اولین بار در شمارهٔ ۱ از مجموعه نیو گادز (فوریه ۱۹۷۱) حضور پیدا کرد. اوریون پسر دوم شخصیت بد ذات دارک‌ساید، دیکتاتور سیارهٔ جهنمی آپوکالیپس و همسر سابقش تیگرا است. او همچنین برادر ناتنی کالیباک و گریون به‌شمار می‌رود. اوریون برترین مدافع سیارهٔ نیو جنسیس و جنگجوی خشمگین چهارمین جهان است. او که تحت عنوان «سگ جنگ» شناخته می‌شود، دائماً برای حفظ تعادل بین طبیعت صلح‌آمیز و ماهیت وحشیانه خود در تلاش است.

## زندگینامه ساختگی شخصیت
اوریون در کودکی در معاملهٔ پیمان صلح میان نیو جنسیس و آپوکالیپس به هایفادر، رهبر خیرخواه نیو جنسیس در ازای پسرش اسکات فری واگذار شد. آن‌ها برای اطمینان از برقراری صلح قبول کردند گروگان‌هایی در میان خود داد و ستد کنند. به دلیل پیشگویی که از آینده اوریون شده بود، این انتخابی سوال برانگیز برای دارک‌ساید به‌شمار می‌رفت. گفته می‌شد به منظور تصمیم‌گیری برای سرنوشت آپوکالیپس، پدر و پسر در نبرد نهایی یکدیگر را ملاقات خواهند کرد و اوریون پدر خود را شکست داده و او را از تاج‌وتختش پایین خواهد کشید.
هایفادر او را همانند پسر واقعی خود بزرگ کرد و به او طریقهٔ کنترل خشم و میل به شرارت را آموزش داد، تا اینکه اوریون تبدیل به قدرتمندترین جنگجویی شد که دو جهان تا به حال به خود دیده‌اند.